# Avonmouth
Avonmouth uthamn och förort till Bristol  i England vid Lower Avons mynning anlagd 1878-1880. Royal Edward Dock anlades 1902. Orten har 12 485 invånare (2011).